# HD 202135
HD 202135，又名CD-4114440，SAO 230596、HR 8117，是一颗恒星，视星等为6.21，位于銀經1.61，銀緯-43.9，其B1900.0坐标为赤經21h 8m 49.1s，赤緯-40° -43.9′ 12″。